# Corcelles-les-Monts
Corcelles-les-Monts is een gemeente in het Franse departement Côte-d'Or (regio Bourgogne-Franche-Comté) en telt 692 inwoners (2004). De plaats maakt deel uit van het arrondissement Dijon.

## Geografie
De oppervlakte van Corcelles-les-Monts bedraagt 14,2 km², de bevolkingsdichtheid is 48,7 inwoners per km².
De onderstaande kaart toont de ligging van Corcelles-les-Monts met de belangrijkste infrastructuur en aangrenzende gemeenten.

## Demografie
Onderstaande figuur toont het verloop van het inwonertal (bron: INSEE-tellingen).